# Burg Bödefeld
Die Burg Bödefeld ist eine ehemalige Burg im Ort Bödefeld, Schmallenberg, Nordrhein-Westfalen.
Die Anlage wurde in den Jahren 1425 bis 1428 von Ritter Hunold v. Hanxleden auf Anregung des Kölner Kurfürsten erbaut. Im Gegensatz zu anderen Burgen im Umland war sie nicht Keimzelle des Ortes, sondern wurde später errichtet. Die Burg hatte einen quadratischen Grundriss. Sie war an jeder Seite ungefähr 30 Fuß lang. Zu der Burg gehörten Wirtschaftsgebäude und ein größeres Gut sowie ein Jägerhaus. Das Burghaus lag an der Ostseite und war durch einen Teich geschützt.
Die Herren von Hanxleden saßen bis etwa 1550 auf der Burg. Mitte des 18. Jahrhunderts war die Burg bereits verfallen. 1759 wurden Steine von der verfallenen Burganlage zum Bau des Bödefelder Kirchturm verwendet.